# Haraucourt (Ardennes)
Pour les articles homonymes, voir Haraucourt.
Haraucourt est une commune française située dans le département des Ardennes, en région Grand Est.

## Géographie
|                        | Thelonne          | Angecourt             |
| Bulson                 | Haraucourt        | Villers-devant-Mouzon |
| Maisoncelle-et-Villers | Raucourt-et-Flaba | Autrecourt-et-Pourron |

Haraucourt est située dans la vallée de l'Ennemane, gros ruisseau qui prend sa source sur les hauteurs de Raucourt et Flaba et se jette dans la Meuse au-delà de Remilly-Aillicourt.

### Hydrographie
La commune est dans le bassin versant de la Meuse au sein du bassin Rhin-Meuse. Elle est drainée par le ruisseau l'Ennemane et le ruisseau du Lavoir,.
L'Ennemane, d'une longueur de 11 km, prend sa source dans la commune de Raucourt-et-Flaba et se jette  dans la Meuse à Bazeilles, après avoir traversé cinq communes.

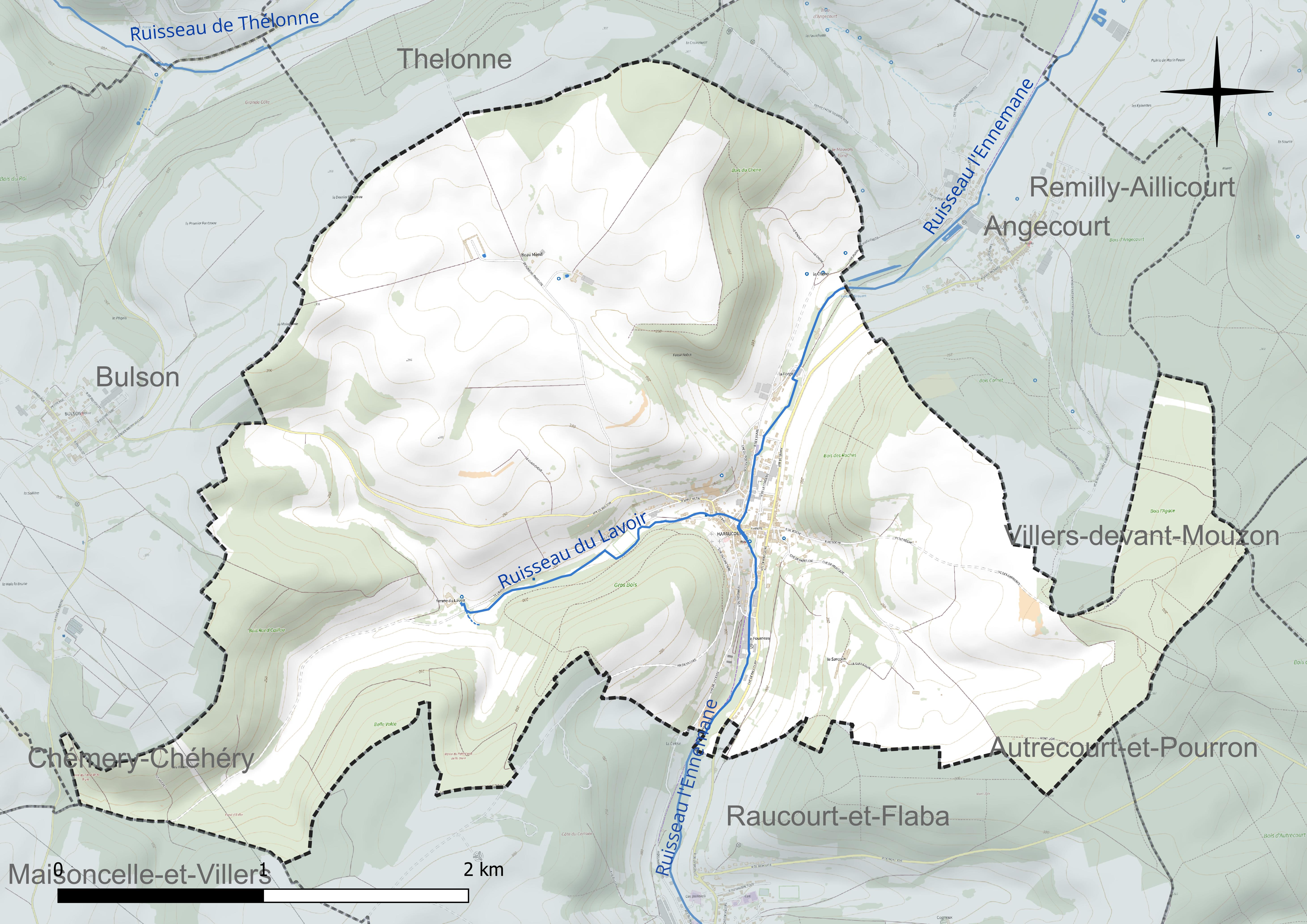
Réseau hydrographique de Haraucourt.

### Climat
Pour des articles plus généraux, voir Climat du Grand Est et Climat des Ardennes.
En 2010, le climat de la commune est de type climat de montagne, selon une étude du Centre national de la recherche scientifique s'appuyant sur une série de données couvrant la période 1971-2000. En 2020, Météo-France publie une typologie des climats de la France métropolitaine dans laquelle la commune est exposée à un climat océanique altéré et est dans la région climatique Lorraine, plateau de Langres, Morvan, caractérisée par un hiver rude (1,5 °C), des vents modérés et des brouillards fréquents en automne et hiver.
Pour la période 1971-2000, la température annuelle moyenne est de 9,6 °C, avec une amplitude thermique annuelle de 15,8 °C. Le cumul annuel moyen de précipitations est de 1 000 mm, avec 14,1 jours de précipitations en janvier et 9,8 jours en juillet. Pour la période 1991-2020, la température moyenne annuelle observée sur la station météorologique de Météo-France la plus proche, « Douzy », sur la commune de Douzy à 8 km à vol d'oiseau, est de 10,5 °C et le cumul annuel moyen de précipitations est de 857,0 mm. 
La température maximale relevée sur cette station est de 40,3 °C, atteinte le 25 juillet 2019 ; la température minimale est de −14,8 °C, atteinte le 3 janvier 2004,,.
Les paramètres climatiques de la commune ont été estimés pour le milieu du siècle (2041-2070) selon différents scénarios d'émission de gaz à effet de serre à partir des nouvelles projections climatiques de référence DRIAS-2020. Ils sont consultables sur un site dédié publié par Météo-France en novembre 2022.

## Urbanisme

### Typologie
Au 1er janvier 2024, Haraucourt est catégorisée commune rurale à habitat dispersé, selon la nouvelle grille communale de densité à 7 niveaux définie par l'Insee en 2022.
Elle est située hors unité urbaine. Par ailleurs la commune fait partie de l'aire d'attraction de Sedan, dont elle est une commune de la couronne,. Cette aire, qui regroupe 31 communes, est catégorisée dans les aires de moins de 50 000 habitants,.

### Occupation des sols
L'occupation des sols de la commune, telle qu'elle ressort de la base de données européenne d’occupation biophysique des sols Corine Land Cover (CLC), est marquée par l'importance des territoires agricoles (59,4 % en 2018), une proportion identique à celle de 1990 (59,4 %). La répartition détaillée en 2018 est la suivante : 
terres arables (42,3 %), forêts (37,6 %), zones agricoles hétérogènes (9,8 %), prairies (7,2 %), zones urbanisées (3 %). L'évolution de l’occupation des sols de la commune et de ses infrastructures peut être observée sur les différentes représentations cartographiques du territoire : la carte de Cassini (XVIIIe siècle), la carte d'état-major (1820-1866) et les cartes ou photos aériennes de l'IGN pour la période actuelle (1950 à aujourd'hui).

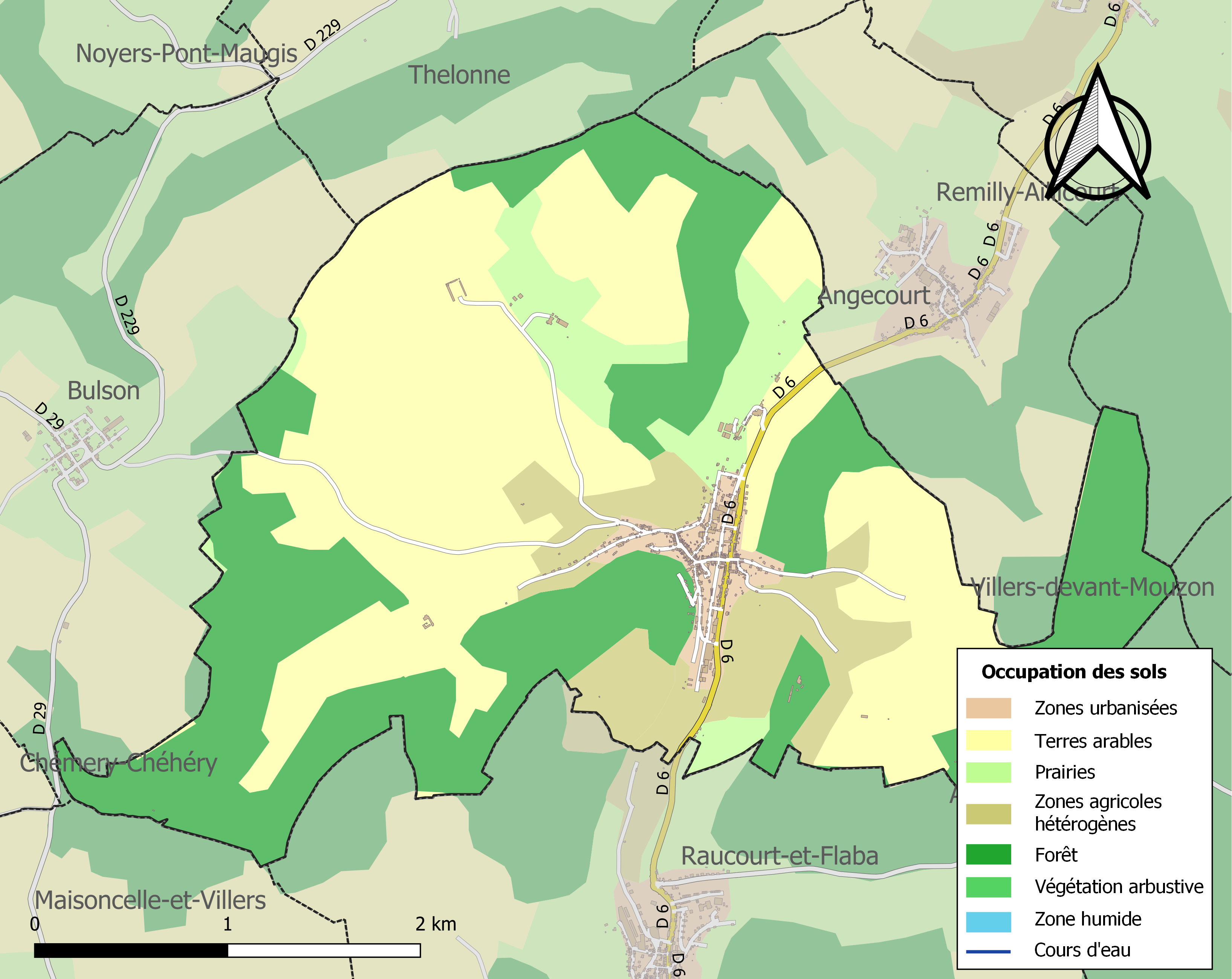
Carte des infrastructures et de l'occupation des sols de la commune en 2018 (CLC).

## Toponymie
Le nom d'Haraucourt est prononcé « Hacheraucourt » et non comme cela est écrit. Cette prononciation vient du parler ardennais et servait à l'origine à différencier à l'oral les villages voisins de Haraucourt et de Raucourt.
Haraucourt vient de « Harold curtis », c'est-à-dire le « domaine d'Harold » (nom de personne germanique). Ce nom du lieu désigne à l'origine une propriété foncière du Haut Moyen Âge.

## Histoire

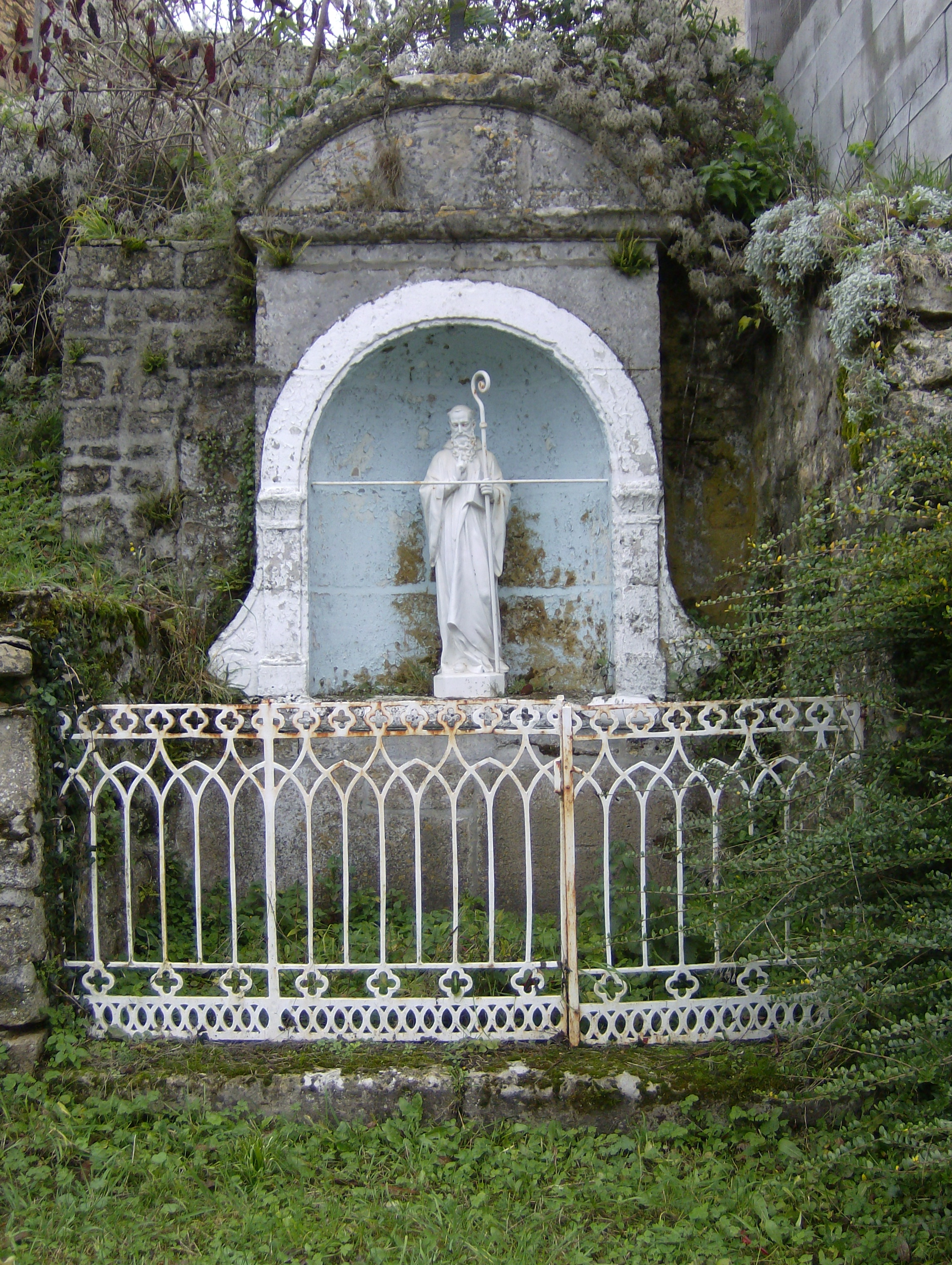
Saint Meen est le saint protecteur du village.

Des traces d'occupation très anciennes ont été trouvées sur le territoire de la commune.
Le nom du village indique une présence des francs dans cette vallée de l'Ennemane.
En 1255, le comte Gaucher de Rethel accorde à Raucourt et à Haraucourt une charte, rassurant les populations et favorisant le développement de ces bourgs. Au XIVe siècle, les comtes de Rethel, toujours, font fortifier Haraucourt.
De 1560 à 1642, Haraucourt fait partie de la principauté de Sedan. Les seigneurs et princes de Sedan mènent en effet au XVIe siècle une politique d'acquisition et de patient agrandissement de leur domaine. À la même époque, une forge existe sur place ainsi qu'un hôpital, une ancienne maladrerie, appelé "chêne des malades". Sous l'influence des princes de Sedan, le territoire devient majoritairement calviniste et subit, pendant les guerres de Religion quelques incursions des armées de la Ligue catholique, dirigée notamment par les ducs de Guise.
En 1642, la principauté de Sedan est annexée au royaume de France. Des capucins s'implantent à Raucourt et Haraucourt, considérées comme terres de mission.
Au XVIIe siècle toujours, on y brasse de la bière, comme dans un certain nombre de villages de la même vallée (Noyer-Pont Maugis).
L'industrie métallurgique y prospère au XVIIIe siècle et XIXe siècle. Certains bâtiments en témoignent aujourd'hui, tels que le lavoir de la ferme du lavoir, qui servait à laver le minerai de fer avant qu'il soit envoyé au haut-fourneau.

## Politique et administration
| Période                                  | Période                   | Identité                                       | Étiquette | Qualité                                               |
| ---------------------------------------- | ------------------------- | ---------------------------------------------- | --------- | ----------------------------------------------------- |
| 1879                                     |                           | HanotelColignon                                |           |                                                       |
| mars 2001                                | octobre 2011              | Pierre Joseph                                  | DVD       | Conseiller général                                    |
| 2011                                     | 2014                      | Alain Godin                                    | DVD       |                                                       |
| 2014                                     | En cours (au 2 juin 2020) | Frédéric Latour Réélu pour le mandat 2020-2026 |           | Président de la CC des Portes du Luxembourg (2020 → ) |
| Les données manquantes sont à compléter. |                           |                                                |           |                                                       |

## Démographie
L'évolution du nombre d'habitants est connue à travers les recensements de la population effectués dans la commune depuis 1793. Pour les communes de moins de 10 000 habitants, une enquête de recensement portant sur toute la population est réalisée tous les cinq ans, les populations de référence des années intermédiaires étant quant à elles estimées par interpolation ou extrapolation. Pour la commune, le premier recensement exhaustif entrant dans le cadre du nouveau dispositif a été réalisé en 2007.

En 2022, la commune comptait 706 habitants, en évolution de −4,34 % par rapport à 2016 (Ardennes : −2,97 %, France hors Mayotte : +2,11 %).
| 1793 | 1800 | 1806 | 1821 | 1831 | 1836 | 1841 | 1846 | 1851 |
| ---- | ---- | ---- | ---- | ---- | ---- | ---- | ---- | ---- |
| 543  | 458  | 644  | 672  | 703  | 816  | 820  | 858  | 831  |

| 1866 | 1872  | 1876  | 1881  | 1886  | 1891  | 1896  | 1901  | 1906  |
| ---- | ----- | ----- | ----- | ----- | ----- | ----- | ----- | ----- |
| 933  | 1 010 | 1 054 | 1 105 | 1 240 | 1 274 | 1 274 | 1 329 | 1 327 |

| 1911  | 1921  | 1926  | 1931  | 1936 | 1946 | 1954  | 1962 | 1968 |
| ----- | ----- | ----- | ----- | ---- | ---- | ----- | ---- | ---- |
| 1 351 | 1 122 | 1 256 | 1 176 | 962  | 875  | 1 001 | 987  | 901  |

| 1975 | 1982 | 1990 | 1999 | 2006 | 2007 | 2012 | 2017 | 2022 |
| ---- | ---- | ---- | ---- | ---- | ---- | ---- | ---- | ---- |
| 889  | 859  | 841  | 785  | 774  | 772  | 747  | 731  | 706  |

## Lieux et monuments
- Église Saint-Remi d'Haraucourt.

Le saint protecteur du village est  saint Méen :

« Dans les Ardennes française, à Haraucourt, il y eut des nombreux pèlerinages qui attiraient des foules jusqu'à 10 000 personnes en périodes de pointes. Comme les résultats se faisaient attendre, on remplaça la petite statue du saint par une grande statue en plâtre et le pèlerinage reprit de plus belle puis périclita peu à peu. Finalement, il fut "puni" et l'on retrouva sa statue au fond d'un puits : il était décapité et on lui avait coupé les mains. Les enfants qui jouaient avec cette statue l'appelaient "Sans Mains". »

- Château d'Haraucourt appelé le château d'Aphrodite - club échangiste.

## Personnalités liées à la commune
- Les Goffin, maîtres des forges au XVIe siècle.[réf. nécessaire]
- Jean-Louis Baudelot (1797-1881), inventeur notamment du réfrigérant tubulaire Baudelot en 1856 (refroidisseur de moût de bière, premier pas vers la brasserie industrielle), brasseur à Haraucourt, y est mort[28],[29].
- Léon Charpentier (1859-1945), homme politique né dans la commune.

## Héraldique
| Blason de Haraucourt | Blason  | De gueules à l'écusson d'azur bordé d'or chargé d'une tour crénelée de quatre merlons d'argent, accompagné de trois besants d'or. |
| Blason de Haraucourt | Détails | Adopté le 8 juin 1999. |